# Anthology (hudební skupina)
Anthology je slovenská symfonicmetalová hudební skupina založená v roce 2008 ve městě Nižná. V roce 2011 vydala demo Exitus. Ten samý rok vystoupila na festivalu Terchovský Budzogáň jako předkapela skupin Desmod a Olympic. V roce 2013 skupinu opustila zpěvačka Alexandra Hírešová, kterou nahradila Lenka Serafinová a později Ľubica Gavlásová. S ní byly vydány dvě následující alba The Prophecy (2014) a Angel's Revenge (2016). Na Angel's Revenge se mixu ujal Roland Grapow, bývalý kytarista skupiny Helloween.

## Sestava
- Ľubica Gavlasová – zpěv
- Miro Grman – kytara
- Marián Gonda – kytara
- Martin Solárik – klávesy
- Peter Pleva – bicí

## Diskografie
- Exitus (demo, 2011)
- The Prophecy (2014)
- Angel's Revenge (2016)